# مامزينة
مامزينة هي قرية في مقاطعة سردشت، إيران. يقدر عدد سكانها بـ 254 نسمة بحسب إحصاء 2016.